# 53-й отдельный инженерный батальон
53-й отдельный инженерный батальон  — воинское подразделение Вооружённых Сил СССР во время Великой Отечественной войны.

## История
В составе действующей армии с 22 июня 1941 по 26 мая 1944 года.
В июне 1941 года находится на Карельском перешейке, к сентябрю 1941 года изъят из состава 23-й армии и приступил к совершенствованию обороны на южных подступах к Ленинграду
В апреле 1942 года передислоцирован в распоряжение Невской оперативной группы. Базируется в деревне Манушкино близ Невы. В августе 1942 года направлялся на усиление стрелковых дивизий (43-я и 268-я), форсирующих реку Тосну с дальнейшей задачей наступления на Синявино - Мгу.
С октября 1942 года являлся армейским инженерным батальоном 67-й армии, соответственно, проводил инженерное обеспечение всех операций, в которых участвовала армия.
В ходе Операции по прорыву блокады Ленинграда обеспечивает форсирование Невы и преодоление минных заграждений войсками 67-й армии, в частности проводит через минные поля танки 118-го батальона, по прорыве укреплений строит мост через Неву, совершенствует укрепления 67-й армии.
Участвует в Ленинградско-Новгородской наступательной операции, отличился при освобождении Мги
26 мая 1944 года переформирован в 53-й отдельный инженерно-сапёрный батальон 24-й инженерно-сапёрной бригады

## Полное наименование
- 53-й отдельный инженерный Мгинский батальон

## Подчинение
| Подчинение по месяцам | Подчинение по месяцам   | Подчинение по месяцам      | Подчинение по месяцам | Подчинение по месяцам |
| Дата                  | Фронт (округ)           | Армия                      | Корпус (группа)       | Примечания            |
| --------------------- | ----------------------- | -------------------------- | --------------------- | --------------------- |
| 22 июня 1941 года     | -                       | -                          | -                     | нет данных            |
| 01 июля 1941 года     | -                       | -                          | -                     | нет данных            |
| 10 июля 1941 года     | -                       | -                          | -                     | нет данных            |
| 1 августа 1941 года   | Ленинградский фронт     | 23-я армия                 | -                     | —                     |
| 1 сентября 1941 года  | Ленинградский фронт     | -                          | -                     | -                     |
| 1 октября 1941 года   | Ленинградский фронт     | -                          | -                     | -                     |
| 1 ноября 1941 года    | -                       | -                          | -                     | нет данных            |
| 1 декабря 1941 года   | -                       | -                          | -                     | нет данных            |
| 1 января 1942 года    | Ленинградский фронт     | 55-я армия                 | -                     | —                     |
| 1 февраля 1942 года   | Ленинградский фронт     | 55-я армия                 | -                     | —                     |
| 1 марта 1942 года     | Ленинградский фронт     | 55-я армия                 | -                     | —                     |
| 1 апреля 1942 года    | Ленинградский фронт     | -                          | -                     | —                     |
| 1 мая 1942 года       | Ленинградский фронт     | Невская оперативная группа | -                     | —                     |
| 1 июня 1942 года      | Ленинградский фронт     | Невская оперативная группа | -                     | —                     |
| 1 июля 1942 года      | Ленинградский фронт     | Невская оперативная группа | -                     | —                     |
| 1 августа 1942 года   | Ленинградский фронт     | Невская оперативная группа | -                     | —                     |
| 1 сентября 1942 года  | Ленинградский фронт     | Невская оперативная группа | -                     | —                     |
| 1 октября 1942 года   | Ленинградский фронт     | Невская оперативная группа | -                     | —                     |
| 1 ноября 1942 года    | Ленинградский фронт     | 67-я армия                 | -                     | —                     |
| 1 декабря 1942 года   | Ленинградский фронт     | 67-я армия                 | -                     | —                     |
| 1 января 1943 года    | Ленинградский фронт     | 67-я армия                 | -                     | —                     |
| 1 февраля 1943 года   | Ленинградский фронт     | 67-я армия                 | -                     | —                     |
| 1 марта 1943 года     | Ленинградский фронт     | 67-я армия                 | -                     | —                     |
| 1 апреля 1943 года    | Ленинградский фронт     | 67-я армия                 | -                     | —                     |
| 1 мая 1943 года       | Ленинградский фронт     | 67-я армия                 | -                     | —                     |
| 1 июня 1943 года      | Ленинградский фронт     | 67-я армия                 | -                     | —                     |
| 1 июля 1943 года      | Ленинградский фронт     | 67-я армия                 | -                     | —                     |
| 1 августа 1943 года   | Ленинградский фронт     | 67-я армия                 | -                     | —                     |
| 1 сентября 1943 года  | Ленинградский фронт     | 67-я армия                 | -                     | —                     |
| 1 октября 1943 года   | Ленинградский фронт     | 67-я армия                 | -                     | —                     |
| 1 ноября 1943 года    | Ленинградский фронт     | 67-я армия                 | -                     | —                     |
| 1 декабря 1943 года   | Ленинградский фронт     | 67-я армия                 | -                     | —                     |
| 1 января 1944 года    | Ленинградский фронт     | 67-я армия                 | -                     | —                     |
| 1 февраля 1944 года   | Ленинградский фронт     | 67-я армия                 | -                     | —                     |
| 1 марта 1944 года     | Ленинградский фронт     | 67-я армия                 | -                     | —                     |
| 1 апреля 1944 года    | Ленинградский фронт     | 67-я армия                 | -                     | —                     |
| 1 мая 1944 года       | 3-й Прибалтийский фронт | 67-я армия                 | -                     | —                     |

## Командиры
- майор Парунакян
- майор Мороз Семён Сергеевич

## Награды и наименования
| Награда    | Дата           | За что получена |
| ---------- | -------------- | --------------- |
| «Мгинский» | 22 января 1944 |                 |

## Другие инженерно-сапёрные подразделения с тем же номером
- 53-й отдельный сапёрный батальон 201-й стрелковой дивизии 1-го формирования
- 53-й отдельный сапёрный батальон 201-й стрелковой дивизии 2-го формирования
- 53-й гвардейский отдельный сапёрный батальон
- 53-й отдельный инженерно-сапёрный батальон 24-й инженерно-сапёрной бригады
- 53-й отдельный инженерно-сапёрный батальон 61-й инженерно-сапёрной бригады
- 53-й отдельный штурмовой инженерно-сапёрный батальон
- 53-й отдельный моторизованный понтонно-мостовой батальон